# Frascaro
Frascaro és un municipi situat al territori de la província d'Alessandria, a la regió del Piemont, (Itàlia). Limita amb els municipis de Borgoratto Alessandrino, Carentino, Castellazzo Bormida, Gamalero i Mombaruzzo. Pertany al municipi la frazione de Tacconotti.